# Peters' muskusspitsmuis
De Peters' muskusspitsmuis (Crocidura gracilipes)  is een zoogdier uit de familie van de spitsmuizen (Soricidae). De wetenschappelijke naam van de soort werd voor het eerst geldig gepubliceerd door Peters in 1870.